# Inveneo
Inveneo — некоммерческая организация и социальное предприятие, базирующееся в Беркли (США). Inveneo занимается поставками дешёвых компьютеров и налаживанием широкополосного доступа в Интернет в развивающихся странах, что в конечном итоге способствует борьбе с бедностью, продвижению образования, здравоохранения, экстренной помощи в чрезвычайных ситуациях и экономической устойчивости в беднейшие районы планеты. Благодаря помощи свыше ста партнёров Inveneo обеспечила компьютерами и доступом к Интернету 3,2 млн человек в более чем 1,8 тыс. сообществах 31 страны Чёрной Африки и Южной Азии.
Компьютеры, программное обеспечение и устройства электропитания Inveneo специально спроектированы для бедных стран со сложной окружающей средой, тяжёлыми климатическими условиями и нестабильным электропитанием. Организация тесно сотрудничает с местными партнёрами из числа провайдеров и поставщиков компьютерной техники, помогая им освоить новые технологии и методы ведения бизнеса. Также Inveneo помогает финансами и технологиями компаниям, которые устанавливают оборудование для доступа в Интернет в сельских школах и регионах, пострадавших от стихийных бедствий, а также компаниям, которые устанавливают в сельской местности все типы энергосистем, работающих на солнечных батареях, генераторах и аккумуляторах.
География работы Inveneo включает следующие страны: Гаити, Непал, Ботсвана, Буркина-Фасо, Камерун, Демократическая Республика Конго, Эфиопия, Гана, Гвинея, Гвинея-Бисау, Кения, Либерия, Малави, Мали, Мозамбик, Нигерия, Руанда, Сенегал, Сьерра-Леоне, Южный Судан, Танзания, Уганда, Зимбабве. Модель работы Inveneo получила название «технофилантропия», хотя установленное оборудование не всегда жертвуется. Inveneo, хотя и является некоммерческой организацией, продаёт свои технологии неправительственным организациям и частным компаниям малого бизнеса, которые поставляют его нуждающимся областям.

## История
В 2003 году будущие соучредители Inveneo Марк Саммер и Роберт Марш на волонтёрских началах разработали систему радиосвязи для сельских жителей в Лаосе. В 2005 году партнёры разработали недорогой маломощный компьютер, названный Inveneo Computing Station, устройство IP-телефонии Inveneo Communication Station и сервер, работавшие на 12-вольтовом электроснабжении (они базировались на разработке тайваньской фирмы First International Computer и процессоре Geode). Новшество было опробовано в четырёх отдалённых деревнях Уганды, где фермеры с помощью компьютеров на солнечной энергии, беспроводной сети и телефонов получили доступ в Интернет. Почти сразу крестьяне ощутили воздействие — повысилась компьютерная грамотность, сократилась бумажная бюрократия, фермеры нашли партнёров в крупных городах и смогли продавать свою продукцию по более выгодным ценам. В дальнейшем опыт Уганды был распространён и на другие страны Чёрной Африки, а также на пострадавшие от стихийных бедствий Гаити и Непал.
После урагана «Катрина» специалисты Inveneo настроили систему связи для американских спасателей, работавших в разрушенных районах Миссисипи.